# Cuchilla de Haedo
La Cuchilla de Haedo es una cordillera de cuchillas que cruza el territorio Norte del Uruguay y separa las aguas que confluyen en el río Negro de las que lo hacen en el río Uruguay.
La Cuchilla de Haedo comienza delimitándose en la llamada Cuchilla Negra y finaliza en la confluencia de los ríos Negro y Uruguay, conocido con el nombre de Rincón de las Gallinas. La cuchilla de Santa Ana , en la frontera con Brasil, es su prolongación hacia el este. Se destaca entre las ramificaciones orientales la sierra de Tambores formada por mesetas y cerros chatos. Las ramificaciones más importantes hacia el oeste son las de Belén, Arapey, Daymán, Queguay y del Rabón.
Su borde oriental es bastante abrupto y escarpado mientras que el occidental desciende suavemente.
Son notables en la Cuchilla de Haedo los cerros Tambores, Lunarejo y de la Virgen.
Su nombre proviene del apellido de la familia patricia Haedo, la cual fue la primera en la historia de Uruguay en adquirir tierras de los españoles. 